# هيو غافين
هيو غافين (بالإنجليزية: Hugh Gavin)‏ هو لاعب كرة قدم أسترالية أسترالي، ولد في 25 أكتوبر 1878 في Stawell, Victoria ‏ في أستراليا، وتوفي في 13 نوفمبر 1940 في ملبورن في أستراليا.

## وصلات خارجية
- هيو غافين على موقع AustralianFootball.com (الإنجليزية)
- هيو غافين على موقع AFLtables.com (الإنجليزية)